# Leonardo Andrade
Leonardo Henrique Souza de Andrade (São Paulo, 14 de maio de 2002) é um jogador de voleibol brasileiro que atua na posição de central.

## Carreira
Começou a praticar o vôlei aos 13 anos de idade na cidade de São Bernardo do Campo.Em 2018, estava vinculado as categorias de base do Esporte Clube Pinheiros, mesmo ano que integrou a categoria de base da  a seleção brasileira na edição do Campeonato Sul-Americano Sub-19 em Sopó, na Colômbia, obtendo a medalha de ouro e foi premiado como melhor central da competição, também disputou em 2019 a edição do Campeonato Mundial Sub-19 realizado em Tunis e terminou na nona colocação
Em 2020,representou a Seleção de São Paulo na edição do Campeonato Brasileiro de Seleções Sub-19,divisão especial, e conquistou o título.No ano de 2021 serviu a seleção brasileira na edição do Campeonato Mundial Sub-21 sediado na Bulgária e Itália, finalizando na sétima posição. Em 2022, foi convidado para os treinamentos da seleção brasileira principal, depois, foi convocado pelo técnico  Renan Dal Zotto.

### Sesi-SP
Nas temporadas de 2018-19 e 2019-20, representou as categorias de base do Sesi-SP. Na temporada de 2020-21. sib o comando do técnico Marcelo Negrão,obtendo o quinto lugar no Troféu Super Vôlei e no Campeonato Paulista, e a décima posição na correspondente Superliga Brasileira A. Na temporada 2021-22, terminou na quarta posição do Campeonato Paulista de 2021, e na base, disputou o Campeonato Paulista Sub-21 de 2021 e conquistou o título e alcançou o bronze na Superliga Brasileira A 2021-22, e com  50 pontos de bloqueios ocupou a quinta posição entre os melhores bloqueadores.
Em 2022, sagrou-se vice-campeão do Campeonato Paulista e terminou na sétima posição na Superliga Brasileira A 2022-23.
Em 2023, conquistou o título do Campeonato Brasileiro Interclubes (CBI), que foi realizado em Campinas

### Vôlei Renata/Campinas
Na jornada seguinte, transferiu-se para o Vôlei Renata/Campinas terminou na quinta posição do Campeonato Paulista em 2023, terminou na quarta posição na Copa Brasil de 2024 realizada em São José, e avançou a final da Superliga Brasileira A 2023-24, após alcançar a oitava posição na fase  classificatória., eliminando o primeiro colocado nas quartas de final e venceu os dois jogos da série final.

## Títulos
Sesi-SP
- Campeonato Brasileiro Interclubes: 2023

## Clubes
| Anos      | Clube                 |
| --------- | --------------------- |
| 2018–2023 | Sesi-SP               |
| 2023–2024 | Vôlei Renata/Campinas |

## Premiações individuais
- Melhor Central do Campeonato Sul-Americano Sub-19 de 2018